# Josep Maria Soler i Prats
Josep Maria Soler i Prats, mestre i psicòleg català (Girona, 28 de febrer del 1948). És una persona compromesa amb els valors socials, educatius, esportius i culturals de la societat. Al llarg de la seva vida ha impulsat diferents centres i entitats: el gabinet privat de psicologia GADIPP a Palafrugell (1974), la segona fase de l'actual hoquei patins de Palafrugell (1968-1969). L'any 2009 va crear la Fundació Josep Pallach, que fou oficialitzada el gener del 2012.

## Estudis i Ocupació
- Maestro de Primera Enseñanza, Escola Normal de Girona (1965).
- Llicenciatura en Filosofia i Lletres (Secció de Psicologia), UAB (1974).
- CAP (Certificat d'Aptitiud Pedagògica), UAB (1977).
- Col·laborador voluntari a la Unitat de Psiquiatria de l'Hospital Universitari Materno-Infantil Vall d'Hebron (1978-1981).
- Diploma de mestre de català, UAB (1983).
- Diploma de Formació en Teràpia Familiar Sistèmica, Centre Kine (1986-1990).
- Màster en Intervenció Psicopedagògica i Assessorament Curricular, UB (1995).
- Habilitat per la Comissió Habilitadora del Col·legi de Logopedes de Catalunya (1999).
- Cursos de doctorat UAB i participant en nombrosos cursos i congressos.

Durant el curs 1965-1966 és mestre d'ensenyament primari a l'escola privada Maristes de la Mercè a Girona. Un any més tard, aprova les oposicions i durant els cursos 1966-1967 i 1967-1968 és mestre a l'escola pública Annexa de Girona. A partir del 1968 i fins l'any 1992 és mestre d'educació primària a l'escola de Patronat Prats de la Carrera, sent director pedagògic d'aquest mateix centre des del 1983 fins al 1987. Durant sis anys fou professor associat de psicopedagogia a la Universitat de Girona.
L'any 1974 impulsa juntament amb Josep Maria Farreró i Josep Funallet un gabinet privat de psicologia a Palafrugell, el GADIPP. Aquesta tasca la desenvolupa fins al 1993. Durant aquests anys realitza tot un seguit de dossiers didàctics i documents audiovisuals arrel de la seva tasca com a psicòleg. Per exemple, és autor del vídeo "en Marc, exemple d'integració del nen sord a l'ESO". L'any 1982 és conferenciant UNICEF-Espanya amb el tema "desarrollo y trastornos del lenguaje y del habla". A partir del 1982 i fins al 2001 participa a diferents congressos nacionals de logopèdia, foniatria i audiologia (A.E.L.F.A). Josep Maria Soler i Prats és soci i fundador de l'Associació Catalana de Logopèdia, Foniatria i Audiologia (A.L.F.A.C). A partir del curs 1992-1993, deixa les seves funcions com a mestre i es dedica exclusivament a la psicopedagogia dins de l'EAP del Baix Emporda, sent-ne el director des de l'1 de setembre del 2002 fins el 31 d'agost del 2008. El 29 de juny de 2009, Josep Maria Soler es jubila.

## Participació Social
En l'àmbit esportiu, és esportista federat d'hoquei patins, bàsquet i excursionisme. Destaca sobretot la seva dedicació a l'hoquei patins jugant amb el Girona fins l'any 1970. Entre els anys 1968-1969 lidera la segona fase de l'actual hoquei patins, CH Palafrugell. Un temps més tard, també lidera conjuntament amb la primera junta la creació del patinatge artístic. Més endavant, va posar en marxa amb Frederic Martí l'escola d'hoquei del CH Palafrugell. El 12 d'abril del 2015 rep la Medalla de l'Esport per part de l'Institut Municipal d'Esports de Palafrugell, i el 5 de juny d'aquest mateix any rep la Medalla d'Esport otorgada per la Secretaria General de l'Esport de la Generalitat de Catalunya.
Dins l'àmbit social i educatiu, Josep Maria Soler i Prats publica diversos escrits i articles sobre temes de psicologia i pedagogia al diari El Punt des del 1981. L'any 2001-2002, en el marc d'una llicència d'estudis del Departament d'Educació, publica La relació familia-escola al nostre entorn. Anàlisi de la realitat actual i recull de possibles propostes. El paper de l'assessor. L'any 2004 surt publicat a la revista ÀMBITS de Psicopedagogia l'article Intervenció psicopedagògica en les relacions família escola. També ha participat com a coautor de diferents llibres, com són Alumnado con trastorno del espectro autista o El asesoramiento psicopedagógico a debate. També va participar com amembre laic en el primer consell pastoral del bisbat de Girona. L'any 1994, i durant dos cursos escolars, forma part d'un programa de la televisió de Palafrugell, Palavisió, amb contingut sobre psicologia infantil i psicopedagogia així com orientació familiar. Des de l'any 2009 lidera la creació de la Fundació Josep Pallach, la qual s'oficialitzà el gener del 2012. 
Dins l'àmbit cultural, durant la seva joventut va fer teatre i, actualment, també ha participat com a cantaire i com a membre de la junta de la Coral el Progrés de Palamós, entitat que ha rebut la distinció Creu de Sant Jordi 2023 atorgada per la Generalitat de Catalunya. També forma part de l'entitat cultural i gastronòmica La Xefla.
En motiu de reconeixement per la seva implicació i aportació social, el 18 de desembre del 2022 va rebre el premi Peix Fregit a una trajectòria per part de l'Ajuntament de Palafrugell i Edicions Baix Empordà.

## La Fundació Josep Pallach
L'any 2009, un cop jubilat, Josep Maria Soler i Prats decideix crear la Fundació Josep Pallach, de la qual n'és el president des de la seva oficialització definitiva el gener del 2012. Compta amb patrons importants: UdG, Ajuntament de Palafrugell, Consell Comarcal del Baix Empordà, Consell Comarcal de l'Alt Empordà, persones físiques importants entre d'altres. El nom de la fundació es deu al mestre, pedagog i polític català Josep Pallach i Carolà, el qual va ser professor de Josep Maria Soler l'any 1970 a Girona i director de la seva tesina de llicenciatura a Bellaterra el curs 73-74, una persona que Josep Maria sempre ha admirat, no solament des d'un punt de vista psicopedagògic, sinó també pel seu compromís social. Al llarg de la seva trajectòria, Josep Maria Soler i Prats s'adona que l'educació no és cosa d'un àmbit, sinó que hi ha d'haver lligams forts entre família, escola i entorn. D'aquí neix la Fundació Josep Pallach.
La fundació Josep Pallach es defineix com una fundació catalana i no confessional que està convençuda que l'avenç en el camp educatiu és especialment possible quan es busquen sinergies positives entre els diferents implicats. Com bé diu el seu lema: "Tothom educa, s'educa tothom, fem xarxa", l'objectiu principal de la fundació és la d'afavorir una visió transversal que permeti apropar l'educació que es dona de manera intencional (a l'escola o en activitats extraescolars) amb l'educació familiar i amb la que se'ns facilita des d'altres àmbits. La cooperació, la complementarietat i la formació mútua i/o conjunta dels implicats afavoreixen la confiança entre uns i altres i creen lligams molt eficaços. A través d'activitats formatives (jornades, cursos, taules rodones, conferències...), programes específics, estudis, recerques i publicacions s'afavoreixen les dinàmiques col·laboratives (educativo-preventives) per sobre de les únicament "assistencials".
Algunes de les activitats de la Fundació Josep Pallach són les següents: LECXIT-FJP, Secrets a dues veus, Programa Fem Xarxa, Voluntariat Viu, Premis d'educació Josep Pallach, Premis Josep Pallach "Empreses per l'educació i el compromís social", Tertúlies Pallach, Jornades específiques de professionals i equips d'infància i adolescència de la comarca, atenció a la diversitat en activitats en el medi aquàtic, Programa "Vides a l'escola - FJP", entre moltes d'altres. Per més informació podeu consultar la seva pàgina web.
1. ↑  Soler i Prats, Josep Maria «Intervenció psicopedagògica en les relacions família-escola». ÀMBITS de Psicopedagogia, Hivern, 2004, pàg. 19-24.
2. ↑  Hortal, Carme; Bravo, Alícia; Mitjà, Sara; Soler, Josep Maria. Alumnado con trastorno del espectro autista. Primera Edició.  Barcelona: Editorial GRAÓ, Gener 2011.. ISBN 978-84-7827-992-0.
3. ↑  Huguet Comelles, Teresa; Liesa Hernández, Eva; Serra-Capallera, Joan. El asesoramiento psicopedagógico a debate. Primera Edició.  Barcelona: Editorial GRAÓ, Novembre 2022, p. 301-305. ISBN 978-84-19416-52-0.